# Lac Villebon
Pour les articles homonymes, voir Villebon.
Le lac Villebon est un plan d'eau douce de la ville de Val-d'Or, dans la municipalité régionale de comté (MRC) La Vallée-de-l'Or, dans la région administrative de Abitibi-Témiscamingue, dans la province de Québec, au Canada.
Le lac Villebon est situé entièrement en zone forestière, chevauchant les cantons Villebon et Vauquelin (partie Nord du lac). La foresterie constitue la principale activité économique du secteur ; les activités récréotouristiques arrivent en second. Sa surface est généralement gelée du début de décembre à la fin avril.
La route 117 passe du côté Ouest du lac dans le sens Nord-Sud, à une distance entre 2 km et 3 km du lac.

## Géographie
Ce lac couvre ha et sa surface est à une altitude de 335 m. Ce lac est localisé à :
- 7,5 km au Sud de la confluence de la rivière Villebon avec le lac Endormi ;
- 35,9 km à l’Est de Val-d'Or ;
- 41,1 km au Sud de Senneterre (ville) ;
- Nord-Est de la réserve de biodiversité projetée du Lac Sabourin.

Le lac Villebon qui se déverse par le Nord dans le canton Vauquelin, constitue le lac de tête de la rivière Villebon. Le second lac du sous-bassin versant de la rivière Villebon est le lac Simon (rivière Villebon) (altitude : 313 km). La rivière Villebon est un affluent de la rive Sud-Est de la rivière Louvicourt (lac Endormi).
Les principaux bassins versants voisins du lac Villebon sont :
- côté Nord : lac Simon, rivière Villebon, rivière Louvicourt ;
- côté Est : lac Guéguen, lac Matchi-Manitou, rivière Marquis ;
- côté Sud : Grand lac Victoria, rivière Chochocouane, rivière Denain ;
- côté Ouest : lac Sabourin, rivière Louvicourt, rivière Marrias (rivière des Outaouais).

Entouré de plusieurs zones de marais, le lac Villebon épouse la forme d’un Y renversé et en partie difforme, ouvert vers le Sud.

## Toponymie
Adopté en 1918 par la Commission de géographie du Québec, ce toponyme évoque l’œuvre de vie de Joseph Robinau de Villebon (1655-1700), officier né à Québec (ville). Il est le fils de René Robinau de Bécancour, seigneur de Portneuf, qui eut la possibilité de parfaire ses études et sa formation en France. Après un séjour en Acadie (1685-1686), il retourne en France en 1689 où il est nommé commandant en Acadie en 1691, en remplacement de Meneval, capturé par Phips l'année précédente. Après le traité de Ryswick en 1697, il s'est installé au fort Saint-Jean où il est décédé.
Le terme « Villebon » est lié à ce lac et à la rivière.
Le toponyme "lac Villebon" a été officialisé le 5 décembre 1968 par la Commission de toponymie du Québec, soit lors de sa création.